# Torre del Español

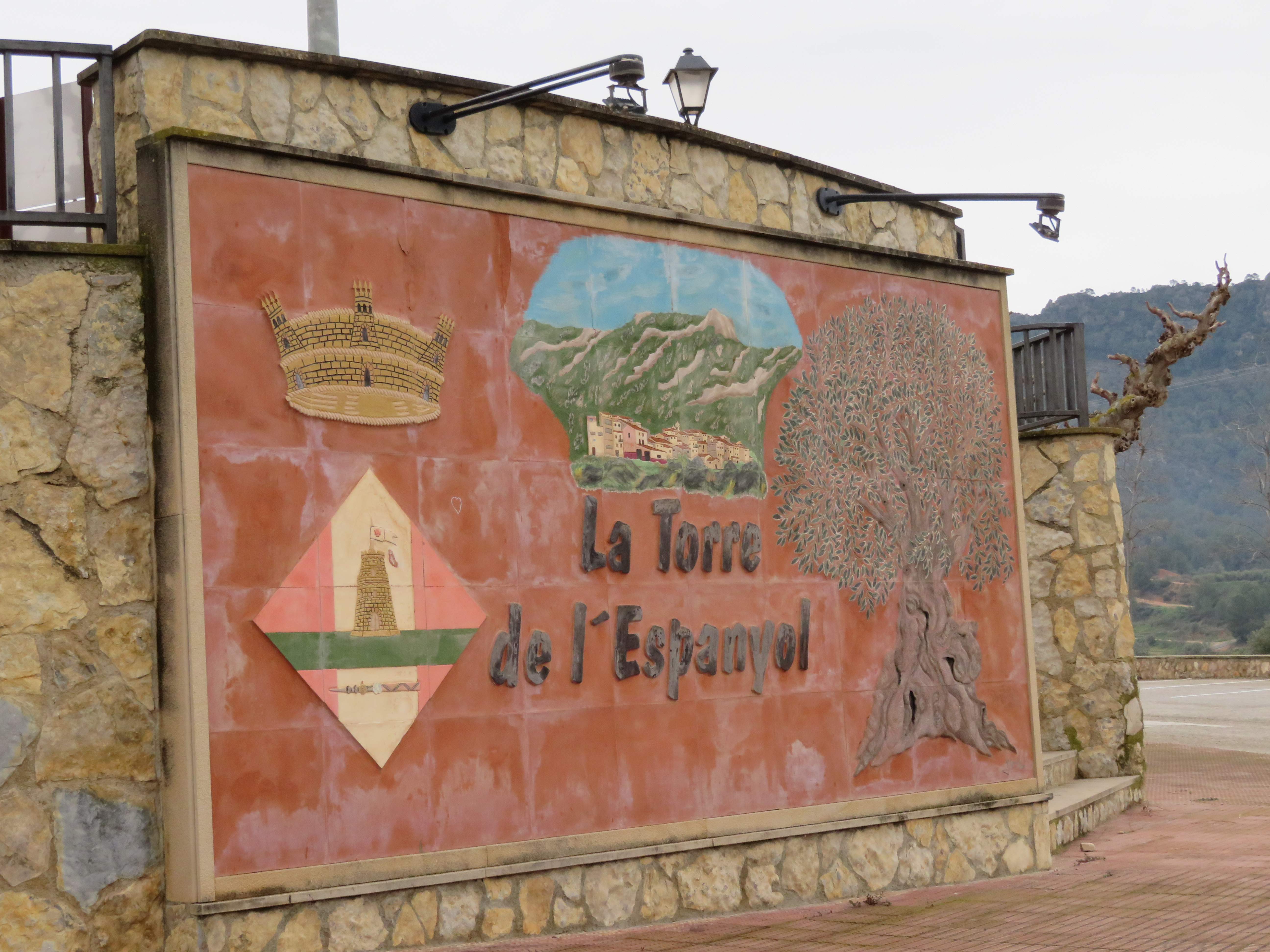
Mural de La Torre de l'Espanyol

Torre del Español (oficialmente en catalán la Torre de l'Espanyol) es un municipio de Cataluña, España. Pertenece a la provincia de Tarragona, en la comarca de Ribera de Ebro, situado a la izquierda del río Ebro y en el límite con la comarca de El Priorato.

## Geografía
El municipio, de una extensión de 27,9 km² (2790 hectáreas), está situado en la parte septentrional de la comarca de Ribera de Ebro, a la izquierda del río Ebro y aguas arriba del "Pas de l'Ase" (Paso del Asno). Al este limita con los términos de Cabacés (NE), La Figuera y El Molar (SE), los tres de la comarca de El Priorato. Al sur linda con el municipio de García y al oeste y tramontana está la divisoria con Vinebre. El municipio está situado a 16,5 km de la capital de la comarca, Mora de Ebro.
En la parte más occidental el terreno es llano, pero el resto, especialmente el SE, es bastante accidentado por las vertientes septentrionales de la sierra del Tormo (523 m), la cresta de la que hace de divisoria con el municipio de García. En la parte de tramontana (y del NO) el término es accidentado por la sierra del Rovelló (464 m), que desciende en altura conforme se acerca al Ebro. El municipio es drenado por el valle del río de la Torre, tributario del Ebro, que recibe varios barrancos y arroyos: el valle de Prats, el barranco de Canals, el de Tossals y el de Colls, por la izquierda, y el de Guinardes y el de Piró por la derecha.
El pueblo de la Torre del Español es el único núcleo de población agrupada del municipio. El término es atravesado de NE a SW por una carretera local que conduce a Vinebre, donde enlaza con la C-12 que viene de Amposta siguiendo el trazado del Ebro y se dirige a tierras leridanas.

## Geografía humana

### Demografía
Cuenta con una población de 631 habitantes (INE 2024).

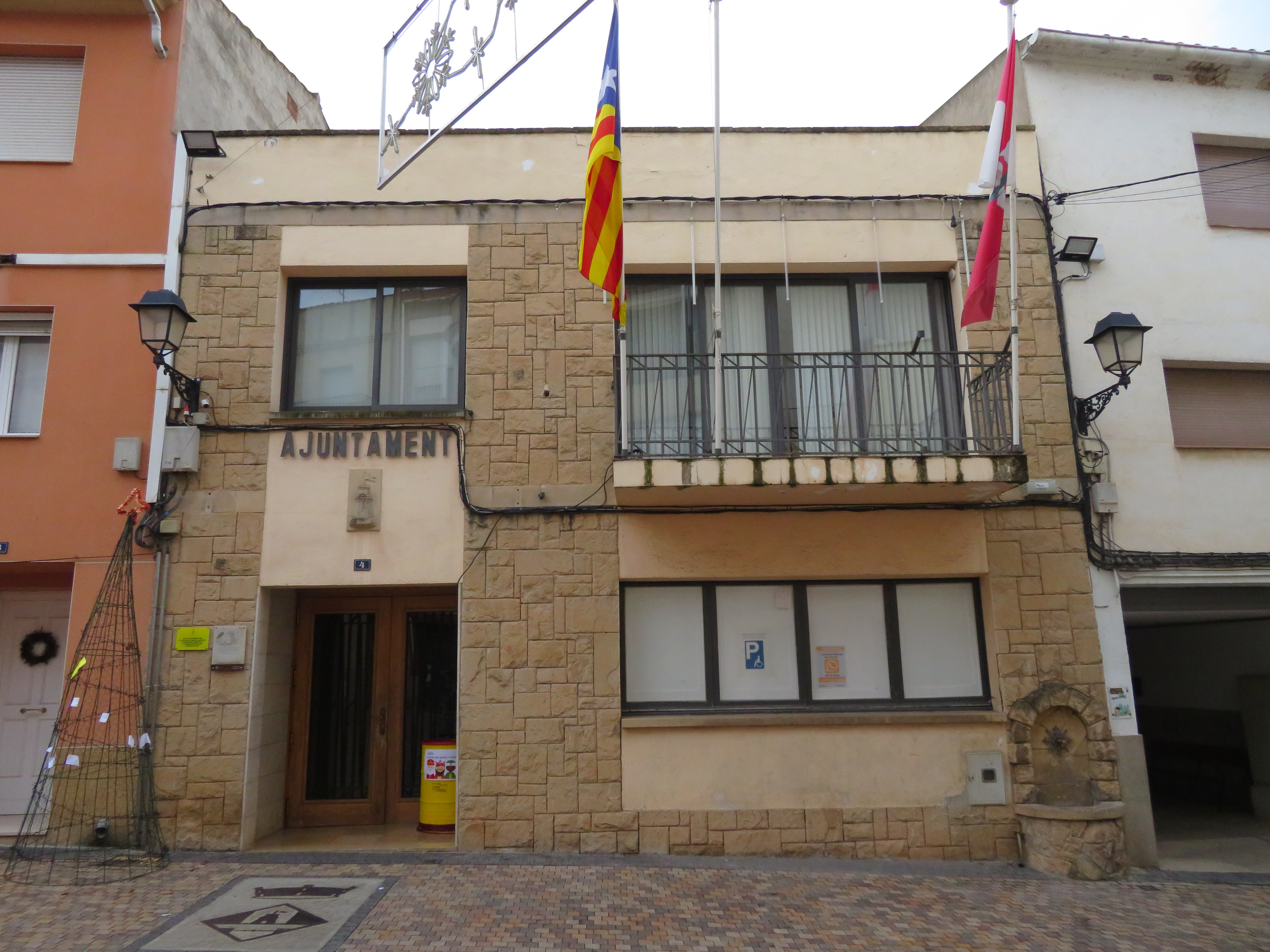
Ayuntamiento

| Gráfica de evolución demográfica de Torre del Español entre 1842 y 2021 |
| |
| Población de derecho según los censos de población del INE Población de hecho según los censos de población del INEEn estos censos se denominaba Torre del Español: 1842, 1857, 1860, 1877, 1887, 1897, 1900, 1910, 1920, 1930, 1940, 1950, 1960, 1970 y 1981 |

| 1900 | 1930 | 1950 | 1970 | 1981 | 1986 | 2019 |
| ---- | ---- | ---- | ---- | ---- | ---- | ---- |
| 1527 | 1207 | 948  | 876  | 856  | 744  | 611  |